# Il teschio di Agarash
Il teschio di Agarash (titolo originale The Skull of Agarash) è un fumetto dello scrittore inglese Joe Dever, pubblicato nel 1994 a Londra dalla Red Fox. Al momento è l'unica avventura a fumetti della saga di Lupo Solitario. La prima edizione italiana, del 2007, è in formato elettronico (pdf) ad opera della comunità di appassionati di Librogame's Land, che ha ottenuto le autorizzazioni dall'autore e dagli illustratori.

## Trama
Dopo la distruzione della città di Helgedad e la sconfitta dei Signori delle Tenebre, nel Sommerlund ritorna la pace. Lupo Solitario, in qualità di Grande Maestro, assume il compito di insegnare al Secondo Ordine di guerrieri Ramas le arti e le nobili tradizioni dei suoi antenati, ricostruendo il Monastero Ramas. Ormai l'incubo della perenne guerra contro i Signori delle Tenebre è svanito. Ma una nuova minaccia incombe sul Magnamund: il pirata Khadro, con il suo seguito di tagliagole, ha attaccato i porti e la flotta di Cloeasia e di Durenor, saccheggiando enormi ricchezze e seminando morte e distruzione. Ma come se non bastasse ha anche sferrato un potente attacco contro Kadan, riuscendo a rapire Lord Rimoah, il più grande amico di Lupo Solitario. Nemmeno i suoi formidabili poteri magici sono stati in grado di fermare il pirata, che si avvale di un potentissimo artefatto dei Signori delle Tenebre, il Teschio di Agarash, un tempo il più grande servitore di Naar. Khadro tiene prigioniero Lord Rimoah sulle Isole Lakuri, e non si hanno notizie su cosa voglia fare di lui. Lupo Solitario non può certo sottrarsi a salvare il suo amico e, con il prezioso aiuto di Banedon, Maestro della Confraternita della Stella di Cristallo, si fa portare a Kadan a bordo della sua nave volante per cercare il nascondiglio di Khadro.
Una volta sbarcato a debita distanza dalla città, Lupo Solitario affronta un Giak a cavalcioni di un Kraan, che riesce a uccidere senza troppe difficoltà e ottiene qualche oggetto prezioso proveniente dal saccheggio della città che potrebbe tornare utile per comprare qualche informazione sul nascondiglio di Khadro. Lupo Solitario incontra anche alcuni abitanti di Kadan, che fuggono dalla città con tutti i loro averi e lo aiutano volentieri, fornendogli il nome di un informatore, Lhaver, che potrebbe sapere dove si trova il pirata. Una volta rintracciato, Lupo Solitario scopre che non sa nulla, ma gli rivela che Mazrah, il capo della Gilda degli Assassini, sicuramente ha le informazioni che sta cercando. Lhaver lo presenta ad Azara, uno degli uomini di Mazrah, che lo porta nel suo nascondiglio.
Non appena Mazrah scopre che addirittura il Grande Maestro Lupo Solitario è sulle tracce di Khadro, coglie al volo l'occasione di allearsi con lui per vendicare l'assassinio dei suoi due figli e per impossessarsi del ricco bottino dei saccheggi, promettendogli di accompagnarlo al nascondiglio del pirata con l'aiuto di tre navi complete di equipaggi. Così ha inizio il viaggio verso le Isole Lakuri, che però viene interrotto dall'attacco di un mostro marino che distrugge due navi insieme a gran parte del loro equipaggio. Nonostante questo imprevisto Mazrah e Lupo Solitario decidono di proseguire il viaggio. Finalmente giungono sull'isola Bukimi, la più occidentale delle Isole Lakuri, dove si trova il nascondiglio di Khadro. Il viaggio prosegue attraverso la giungla disseminata di mostri e pericoli letali, che decimano la spedizione.
Nonostante le difficoltà Lupo Solitario riesce a catturare due pirati, estorcendogli le informazioni sul nascondiglio di Khadro. In breve tempo lo raggiungono e sferrano un potente attacco a sorpresa. Lupo Solitario, con l'aiuto di Mazrah, riesce a liberare Lord Rimoah, uccidere Khadro e la spia Azara, che in realtà era un mutaforme al servizio di un mago Nadziranim fuggito dalla distruzione di Helgedad e rifugiato nelle paludi di Bukimi, e che era a conoscenza di tutti i movimenti di Lupo Solitario. Dopo aver distrutto il potente Teschio di Agarash, il nascondiglio dei pirati viene completamente annientato da una potente esplosione. Lupo Solitario, Lord Rimoah, Mazrah e i suoi uomini riescono a fuggire in tempo dall'isola a bordo della nave di Khadro carica di bottino.
Durante il viaggio di ritorno Lord Rimoah racconta che il Nadziranim rifugiato nelle paludi di Bukimi trovò il Teschio di Agarash e lo utilizzò per intrappolare Khadro e trasformarlo in un burattino ai suoi servizi. I suoi piani erano quelli di catturare Lord Rimoah e usarlo come esca per uccidere Lupo Solitario. Ma i suoi piani sono miseramente falliti.